# マスターズ&スレイブス 支配された家
『マスターズ&スレイブス 支配された家』（マスターズ・アンド・スレイブス しはいされたいえ、原題：Herrliche Zeiten/OUTMASTERED）は、2018年のドイツ映画。
Thor Kunkelの小説「SUBS」を原作とした、オスカー・レーラー監督によるドイツの長編映画。この映画は3月3日に試写され、2018年5月に映画館で公開。

## ストーリー
造園家のエヴィ・ミュラー・トッドと整形外科医の夫クラウスは、立派な家で優雅な暮らしをしている。ある日、クラウスは酔っぱらってネットの求人広告に“奴隷募集中”と記載し、妻に相談もなく新しいお手伝いを募集してしまう。その翌日、なんと家の前には大勢の“奴隷希望者”が…！　すぐさま追い出したが、夜になってバルトスという一人の男がミュラー夫妻を訪ねてきた。彼は様々な資格を持ち、「信頼関係に基づいたやりがいのある奉仕がしたい」と申し出た彼を戸惑いながらも受け入れることに。バルトスの極上のサービスはミュラー夫妻の生活をたちまち豊かにしたのだが、バルトスの若い妻や、庭にプールを建てる為にブルガリア人の奴隷も加わり、優雅な暮らしが次第に変化していく。

## キャスト
- オリヴァー・マスッチ
- カッチャ・リーマン
- サミュエル・フィンジ
- リゼ・フェリン
- ヤシン・エル・ハルー
- アンドレア・サヴァツキー